# Fox Lake (Illinois)
Fox Lake és una vila dels Estats Units a l'estat d'Illinois. Segons el cens del 2000 tenia 9.178 habitants.

## Demografia
Segons el cens del 2000, Fox Lake tenia 9.178 habitants, 4.046 habitatges, i 2.330 famílies. La densitat de població era de 482,1 habitants/km².
Dels 4.046 habitatges en un 26,1% hi vivien nens de menys de 18 anys, en un 44,4% hi vivien parelles casades, en un 9% dones solteres, i en un 42,4% no eren unitats familiars. En el 35,4% dels habitatges hi vivien persones soles el 13,4% de les quals corresponia a persones de 65 anys o més que vivien soles. El nombre mitjà de persones vivint en cada habitatge era de 2,27 i el nombre mitjà de persones que vivien en cada família era de 2,98.
Per edats la població es repartia de la següent manera: un 22,7% tenia menys de 18 anys, un 8,1% entre 18 i 24, un 33,1% entre 25 i 44, un 22,2% de 45 a 60 i un 14% 65 anys o més.
L'edat mediana era de 37 anys. Per cada 100 dones de 18 o més anys hi havia 98,5 homes.
La renda mediana per habitatge era de 46.548 $ i la renda mediana per família de 58.843 $. Els homes tenien una renda mediana de 42.009 $ mentre que les dones 29.063 $. La renda per capita de la població era de 24.350 $. Aproximadament el 4,1% de les famílies i el 6,4% de la població estaven per davall del llindar de pobresa.

## Poblacions properes
El següent diagrama mostra les poblacions més properes.